# Francis Bacon (Maler)

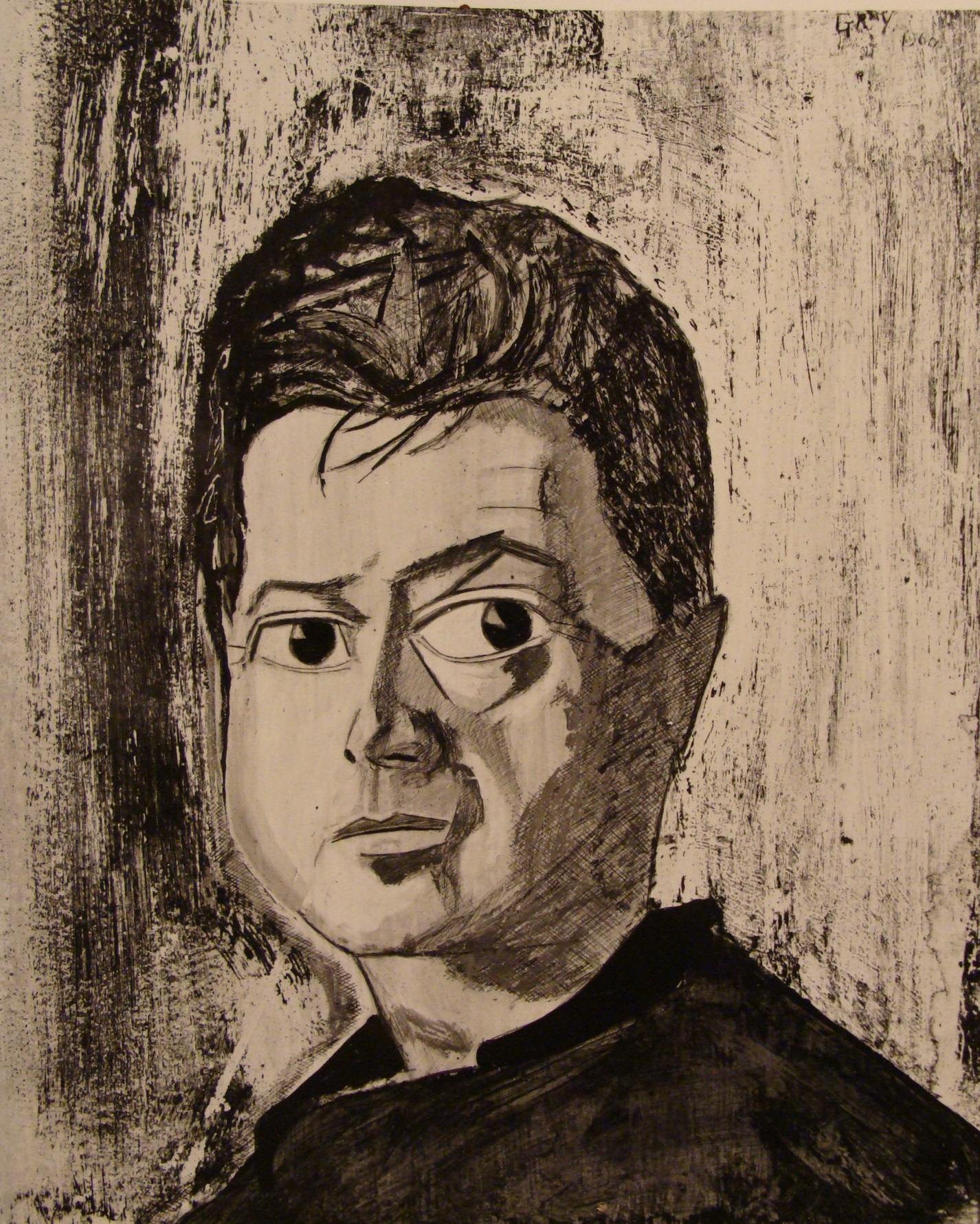
Reginald Gray: Portrait Francis Bacon, 1960. Kollektion der National Portrait Gallery, London

Francis Bacon (* 28. Oktober 1909 in Dublin; † 28. April 1992 in Madrid) war ein in Irland geborener britischer Maler. Francis Bacon gehört zu den bedeutendsten gegenständlichen Malern des 20. Jahrhunderts. In seinen Werken setzte er sich vornehmlich mit der Darstellung des deformierten menschlichen Körpers in eng konstruierten Räumen auseinander. Besonders bekannt ist Bacon für seine Papstbilder, Kreuzigungsdarstellungen und Porträts seiner engsten Freunde. Seine ungeschönten Figuren und gewagten Darstellungen sind oftmals grotesk und emotionsgeladen. Bacon sprach oft davon, dass er „in Serien“ dachte, wobei er sich normalerweise über einen längeren Zeitraum hinweg auf ein einziges Subjekt konzentrierte und dieses häufig in Form eines Triptychons oder Diptychons ausführte. Seine Arbeiten können gemeinhin als eine Sequenz oder Variation eines einzelnen Motivs beschrieben werden.
Als Autodidakt begann er Ende der 1920er Jahre mit der Malerei, nachdem er zuvor als Innenausstatter gearbeitet hatte. Berüchtigt für sein Leben als bon vivant und seine Spielsucht, gelang ihm 1944 jedoch der Durchbruch als Künstler mit dem Triptychon Drei Studien zu Figuren am Fuße einer Kreuzigung (Tate Britain, London). Ab der Mitte der 1960er Jahre beschäftigte er sich insbesondere mit Porträts von seinen Freunden und Trinkgefährten. Nachdem sich 1971 sein Liebhaber George Dyer das Leben genommen hatte, wurde seine Kunst zunehmend düster, nach innen gerichtet und setzte sich mit dem Lauf der Zeit und dem Tod auseinander. Der Höhepunkt seines Spätwerks wird von einer Vielzahl von Meisterwerken bezeichnet, wie unter anderem Studie für ein Selbstporträt – Triptychon, 1985–86 (Marlborough Fine Art, London).
Ungeachtet seiner existentialistischen Einstellung war Bacon höchst charismatisch, einnehmend, belesen und wortgewandt, wie aus den Interviews und Gesprächen mit David Sylvester hervorgeht. Kunstkritiker Robert Hughes hat ihn als den unfehlbarsten und lyrischen englischen Künstler des 20. Jahrhunderts beschrieben und ihn nebst dem Künstler Willem de Kooning als einen der einflussreichsten Maler der beunruhigenden menschlichen Figur in den 1950ern bezeichnet.

## Leben
Francis Bacons Leben stand unter dem Einfluss von Alkohol und Glücksspiel. Sein Biograph Daniel Farson berichtet von einer Vita zwischen Halb- und Unterwelt: von Verführungen des 15-jährigen Bacon durch Stallburschen in Dublin, von einem geheimen Spielclub in seiner Wohnung, von zwielichtigen Etablissements in Berlin und Paris bis hin zu Bacons Kriegserlebnissen, in denen er nach Bombenangriffen Tote wegkarrte. Dem Abgründigen gegenüber steht der großmütige Gentleman Bacon; der belesene Intellektuelle, der die antiken Tragödien, Nietzsche, Sigmund Freud und Marcel Proust las, von James Joyce und T. S. Eliot schwärmte und eine ungewöhnliche Arbeits- und Selbstdisziplin aufbrachte.

### 1909–1924

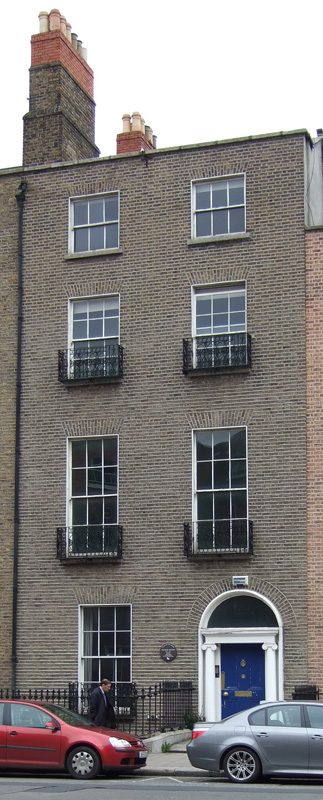
Francis Bacons Geburtshaus in der Baggot Street 63 in Dublin

Francis Bacon wurde am 28. Oktober 1909 als Sohn britischer Eltern in Dublin geboren. Er war das zweite von fünf Kindern. Seine Brüder starben früh, seine Schwestern wanderten später aus. Francis’ Vater, Edward Anthony Mortimer Bacon, leitete seine Herkunft von dem elisabethanischen Staatsmann und Philosophen Sir Francis Bacon ab. Ehemals in militärischen Diensten, arbeitete das als autoritär und gewalttätig geltende Familienoberhaupt als Zureiter und Trainer von Rennpferden. Bacons Mutter Christina Winifred Firth hingegen wurde als aufgeschlossen, gesellig und gebildet bezeichnet.
Mit Ausbruch des Ersten Weltkrieges wurde der Vater ins Kriegsministerium nach London berufen. Die folgenden zehn Jahre waren von häufigen Wohnortswechseln geprägt. In Bacons Jugend wohnte die Familie abwechselnd in Dublin und in London. Aufgrund der Kriegswirren und der zahlreichen Umzüge wuchs Bacon ohne regelmäßige Schulbildung und teilweise sich selbst überlassen auf. Aus einem Internat flüchtete er nach wenigen Wochen. Früh machte Francis Bacon die Erfahrung von Gewalt. Während des Osteraufstands der Sinn-Féin-Bewegung im Jahre 1916 lebte er wieder in Irland. Später erinnerte er sich, „in einem mit Sandsäcken verbarrikadierten Haus“ gewohnt zu haben.

### 1925–1941
Mit 16 Jahren wurde sich Bacon seiner Homosexualität bewusst. Sein Vater überraschte ihn dabei, als er Dessous seiner Mutter anprobierte, und warf ihn aus dem Haus. Francis Bacon ging nach London, wo er Gelegenheitsarbeiten annahm und unter anderem bei einem Notar arbeitete. 1927 schickte ihn sein Vater nach Berlin. Dort sollte er unter der Obhut von Harcourt-Smith, einem ehemaligen Kameraden des Vaters und ebenfalls Pferdezüchter, leben. Dieser verkehrte jedoch selbst in fragwürdigen Kreisen und die Erziehungsversuche scheiterten. Bacon stürzte sich ins Berliner Leben, wohnte mit Harcourt-Smith im Hotel Adlon und besuchte die Kinos. Im Sommer begab er sich aber nach Paris, wo er zu zeichnen und zu aquarellieren begann. Den Wunsch, eine Kunstschule zu besuchen, äußerte er nicht. Gelegentlich arbeitete er als Innendekorateur und Designer. Im Juli begegnete er in der Galerie Paul Rosenberg Werken Picassos, die ihn sehr beeindruckten. Er besuchte Ausstellungen mit Arbeiten von Fernand Léger, Joan Miró, Max Ernst und Giorgio de Chirico.
Ein Jahr später bezog er eine zum Atelier umgewandelte Garage in Queensberry Mews West, South Kensington. Dort veranstaltete er Ausstellungen mit Wand- und Bodenteppichen sowie mit modernen Möbeln aus Stahl und Glas nach eigenen Entwürfen. Francis Bacon begann, als Autodidakt Ölbilder zu malen. Der vom Kubismus beeinflusste australische Künstler Roy de Maistre unterwies ihn zwar im Umgang mit der Ölfarbe, blieb jedoch der einzige Lehrer, den Bacon je hatte. Weil seine Ausstellungen ohne Resonanz blieben, gab Bacon seine Tätigkeit als Möbeldesigner wieder auf. 1931 zog er in ein Atelier in der Fulham Road und nahm kunstferne Gelegenheitsarbeiten an, um seinen Lebensunterhalt zu verdienen.
Auf der Ausstellung „Art Now“ der Londoner Mayor Gallery wurde Bacons Werk Kreuzigung (1933) ausgestellt und in einem Buch reproduziert. Der Sammler Michael Sadler erwarb erste Bilder Bacons. Da er keinen Galeristen fand, um sein Werk zu betreuen, organisierte Francis Bacon 1934 seine erste Einzelausstellung mit Ölbildern und Gouachen im Untergeschoss des Hauses eines Freundes. Die Ausstellung wurde ein Misserfolg und fand weder bei Presse noch Publikum ein Echo. Entmutigt malte er weniger und ergab sich der Spielleidenschaft, reiste durch Europa und arbeitete eine Zeit lang als Croupier. 1936 wurden seine Bilder zu einer internationalen Surrealisten-Ausstellung für zu wenig surrealistisch befunden und ausgeschlossen. Im Folgejahr nahm Bacon aber an einer Gruppenausstellung junger britischer Künstler teil. Aufgrund seines Asthmas wurde er 1941 vom Kriegsdienst befreit und zum Zivilschutz einberufen, von dem er nach kurzer Zeit jedoch krankheitsbedingt ebenfalls freigestellt wurde. Eine Zeit lang lebte Bacon nun auf dem Land in Petersfield in Hampshire.

### 1942–1963

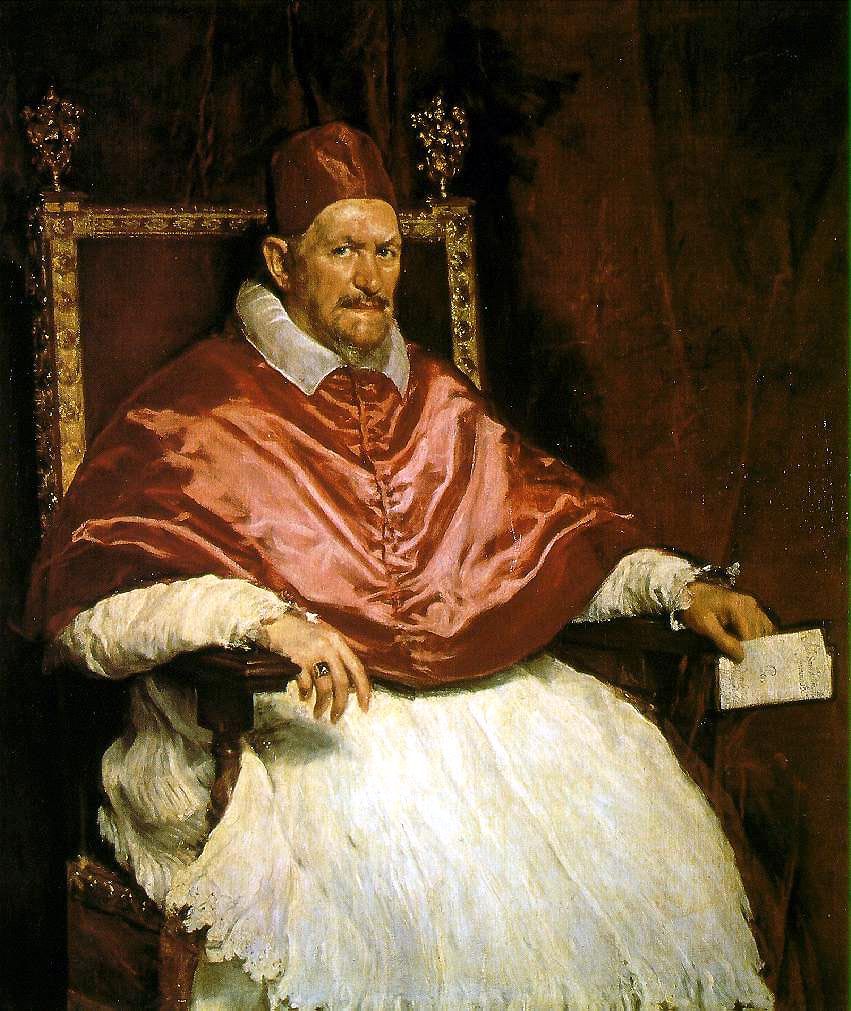
Nach dem Vorbild von Diego Velázquez’ Papst Innozenz X begann Bacon mit seiner Serie schreiender Päpste.

Ende 1942 kehrte Francis Bacon nach London zurück und bezog sein altes Atelier in Kensington. Zwischen 1942 und 1943 zerstörte er seine künstlerische Produktion der vergangenen Jahre fast vollständig. Aus dem Zeitraum 1929–1944 blieben nur 15 Bilder erhalten. Ab 1944 intensivierte Bacon seine Malerei. Das Triptychon Drei Studien zu Figuren am Fuße einer Kreuzigung (1944) entstand und löste bei einer Ausstellung im Folgejahr heftige Diskussionen aus. Es folgten diverse Gruppenausstellungen, in denen seine Bilder das Publikum polarisierten. 1946 ließ sich Bacon in Monte-Carlo nieder, wo er sich seiner Spielleidenschaft widmete. Bis 1950 pendelte er zwischen Monte-Carlo und London hin und her, bevor er auf Dauer in die britische Hauptstadt zurückkehrte.
1946 besuchte die Galeristin Erica Brausen auf Anraten von Graham Sutherland Bacon in seinem Atelier. Brausen erwarb für £ 350 sein Painting 1946, das sie 1949 ans Museum of Modern Art in New York verkaufte, wo es auch heute noch zu sehen ist. Erica Brausen kuratierte 1949 in ihrer frisch eröffneten Hanover Gallery in London Bacons erste Einzelausstellung. Dies verhalf dem Künstler zum Durchbruch. Bacon und Brausen blieben viele Jahre enge Freunde.
Für einige Monate unterrichtete Francis Bacon am Londoner Royal College of Art. In dieser Zeit begann er seine Papstserien nach einem Motiv des Papstes Innozenz X. von Velazquez zu malen (siehe z. B. Studie nach Velázquez Porträt von Papst Innozenz X und Pope II). Er schloss Freundschaften zu Lucian Freud, den er 1951 erstmals porträtierte und der ihn ebenfalls 1951/52 porträtierte sowie mit David Sylvester, mit dem er zwischen 1962 und 1986 zahlreiche Interviews führte. Francis Bacon reiste nach Südafrika, um seine Mutter zu besuchen, die seit dem Tode des Vaters (1940) dort lebte. Auch in Kairo machte er Station. 1952 lernte er Peter Lacy kennen, einen Barpianisten, der Bacons Geliebter wurde. Bacon besuchte ihn in Tanger.
In den nächsten Jahren folgten mehrfache Wohnungs- und Atelierwechsel. Bacon hatte verschiedene Einzelausstellungen in London und New York und gestaltete 1954 gemeinsam mit Lucian Freud und Ben Nicholson den Britischen Pavillon auf der XXVII. Biennale in Venedig. Ebenso entstanden Landschaftsbilder, in denen Bacons Bewunderung gegenüber Vincent van Gogh zum Ausdruck kam. In den nächsten Jahren fanden zahlreiche Einzelausstellungen in Italien, England, Frankreich und den USA statt. Das Institute of Contemporary Arts in London organisierte 1955 seine erste Retrospektive. Weitere Retrospektiven durch die Tate Gallery in London (1962), das Guggenheim-Museum in New York (1963) und das Art Institute of Chicago (1963) zeugten ebenso von Bacons wachsender internationalen Bedeutung, wie seine Beteiligung an der Documenta (documenta II 1959) in Kassel. Am Abend der Londoner Retrospektive 1962 starb Bacons Freund Peter Lacy infolge schwerer Krankheit durch exzessiven Alkohol- und Drogenmissbrauch.

### 1964–1974
Francis Bacon lernte George Dyer kennen, einen gleichermaßen depressiven wie gewaltbereiten Gauner aus einfachen Verhältnissen, mit dem er eine Beziehung einging. Bacons Ruhm nahm in der Folgezeit zu, er erhielt mehrere Preise. 1967 erhielt er als dritter Preisträger den Rubenspreis der Stadt Siegen. Im Jahr 1964 war Francis Bacon Teilnehmer der documenta III in Kassel. 1971 stand er an der Spitze einer Rangliste der zehn bedeutendsten lebenden Künstler.
Am Vorabend der großen Retrospektive im Pariser Grand Palais am 24. Oktober 1971 wurde George Dyer tot in seinem Hotelzimmer aufgefunden, zusammengekauert auf dem Toilettensitz. Den durch Tabletten und Alkohol wahrscheinlich herbeigeführten Suizid verarbeitete Bacon in verschiedenen Bildern (Triptychon August 1972; Triptychon Mai–Juni 1973).

### 1975–1992
1975 traf Bacon Andy Warhol in New York, 1978 Balthus in Rom. Währenddessen wurden weitere Retrospektiven in der Kunsthalle Düsseldorf (1972), im Metropolitan Museum of Art in New York (1975), in der Tate Gallery in London (1985), in der Staatsgalerie Stuttgart (1985) sowie in der Nationalgalerie in Berlin (1986) organisiert; dazwischen größere Ausstellungen in Spanien, Japan und Amerika und Beteiligungen an der documenta 6 (1977) und der DOCUMENTA IX (1992) in Kassel. Als einer der wenigen westlichen Künstler erhielt Bacon eine Ausstellung in der Tretjakow-Galerie in Moskau.
Im Alter wurde Bacon eine Niere entfernt, was ihn nicht von weiterem Alkoholkonsum abhielt. 1991 reiste der Maler zum Besuch der Velazquez-Ausstellung im Prado nach Madrid. Dort starb Francis Bacon nach einem Herzinfarkt am 28. April 1992. Sein Leichnam wurde eingeäschert, die Asche in England verstreut.

## Werk
„Es gab so viel Krieg in meinem Leben“, bekannte Francis Bacon in seinem letzten veröffentlichten Interview drei Monate vor seinem Tod. Der Maler spannte damit eine Hintergrundfolie, vor der man sein Werk deuten kann, rückte Lebenslage und Schaffen in einen spezifischen Zusammenhang. Tatsächlich spielt der Gewaltaspekt eine zentrale Rolle in Bacons Bildern. Immer wieder beschäftigte er sich mit den Themen Gewalt, Zerstörung und Verfall, in deren Zentren die menschliche Figur steht. Torsohafte, verkrüppelte Körper, bluttriefende Fleischmassen und verstümmelte Kadaver sind erklärte Ausdrucksträger exzessiver Gewalttätigkeit. Seine Entwürfe sind Spiegel der Schicksalhaftigkeit menschlicher Existenz, die für ihn ein Dasein zum Tode ist.

### Figur und Hintergrund
Bacons Leinwände sind gerahmt, fast immer in den Maßen 198 cm × 147,5 cm (größere Maße ließ sein Atelier nicht zu), nicht gefirnisst, sondern hinter Glas ausgestellt. Seine Bilder, meist mit Öl gemalt, waren zunächst durch einfache symmetrische Beziehungen und übersichtliche Farbzonen strukturiert. Dies gilt sowohl für Einzelbilder als auch für Bildergruppen, seine Triptychen. Simple geometrische Formen bilden den Hintergrund. Ein oftmals kreisrunder Untergrund oder eine elliptische Horizontlinie, rechteckige Wandflächen, gerüstartige Linien im Raum bei geordneter, pastelliger Farbpalette geben Bacons Figuren Struktur (Studie zu einem Portrait von Lucian Freud, 1973; Studie zu einem Selbstporträt, 1985). Die Figuren selbst sind mit reicherer Palette aufgetragen, mit groben Pinselstrichen verschmiert, die Farben mit Bürsten oder Lappen auf die Leinwand gestrichen. So verhalten sich die farbigen Inkarnate kontrapunktisch zu den entleerten, fast sterilen Hintergründen und geraten auf diese Weise in Isolation. Sie sind unscharf, verwackelt und teilweise bis zur Unkenntlichkeit deformiert. Mehrere Farbschichten überlagern einander, entstellen die Züge der Figur, verwackeln ihre Konturen. Die Beziehung zwischen Figur und Hintergrund wird brüchig. Erscheint die Kulisse statisch und neutral, werden die Figuren oftmals dynamisch und energiegeladen dargestellt. Auf eine fast klinische Folie legt sich der Gegensatz einer zerdehnten Körpermasse.
Francis Bacon entlehnte seine figuralen Stellungen teilweise der Fotografie, aber auch der Skulptur. So lieh er Motive von Eadweard Muybridges Bewegungsstudien aus (Man with Dog, Zwei Figuren, 1953; Zwei Figuren im Gras, 1954; Studien des menschlichen Körpers, 1970), nutzte historische Pressefotos sowie Reproduktionen schematischer Darstellungen aus einem Handbuch für röntgenologische Lagerungstechniken und übernahm Elemente diverser Skulpturen Michelangelos neben Merkmalen antiker Marmorstatuen. Er griff auch die Effekte der Fotografie auf, Bildüberblendungen, Unschärfen, Verwacklungen und Negativumkehrungen sowie Bewegungsphasen (Three Studies of Isabel Rawsthorne 1967).

### Francis Bacon und seine Selbstporträts
Francis Bacon schuf erst 1956 sein erstes Selbstporträt und 1958 schließlich das zweite. In den folgenden Jahrzehnten befasst er sich mehr und mehr mit dem menschlichen Körper und porträtiert seine engen Freunde und sich selbst. Bacon malt die Porträts oft als Triptychen, da er jedes Bild in ständiger Veränderung sah. Zitat: „Ich sehe Bilder in Serien. Ich vermute ich könnte über das Triptychon weit hinausgehen und fünf oder sechs nebeneinander stellen, halte aber das Triptychon für eine ausbalancierte Einheit.“ Diese Tafeln setzt er jedoch in einzelne Rahmen, da er die Verbindung innerhalb der Bilder, welche der Betrachter automatisch aufbaut, dadurch zu hinterfragen und zu unterbinden versucht. Auffällig bei den Selbstporträts, aber auch den Porträts allgemein, sind die Kreise, Schraffuren und Ovale, welche das Gesicht des Dargestellten dominieren. Es ist ein weiterer Versuch Bacons, den Betrachter von traditionellen Porträts zu distanzieren und das Illustrative zu vermeiden. Auch fällt es dem Gegenüber dadurch schwer, einen Ruhepol in dem Gesicht ausfindig zu machen. Stets wandert der Blick umher und folgt den geometrischen Formen. Gleichzeitig gliedern diese Formen aber auch das Gesicht, was durch die jeweilige Farbigkeit verstärkt wird. „Weil ich immer hoffe, die Leute so umzuformen, dass ihre Ausstrahlung deutlich wird; ich kann sie nicht wörtlich abmalen“. Dieses Zitat lässt erkennen, dass es ihm auch nicht um die Wiedergabe der äußeren Erscheinung einer Person ging, sondern um dessen Ausstrahlung. Bacon gibt uns in diesen Gesichtern Hinweise, wo Nase, Augen, Mund oder Haare zu finden sind, lässt sie uns aber nicht definitiv erkennen. Das Porträt soll die Gefühle wiedergeben, welche der jeweils abgebildete Mensch charakterisiert und welcher er oft empfindet. So vereint er unterschiedliche Gefühle und Emotionen, mit der jeweiligen körperlichen Umsetzung, in einem Bild.

### Perspektive und Raum
Kreise, Pfeile und käfigartige Linienkonstruktionen (Figur in Bewegung, 1976) umlagern häufig das Bildzentrum und deuten auf das separierte Moment der Figur, auf ihre bloße Kreatürlichkeit. Durch das Liniengerüst entsteht ein Raum im Raum, die Unterbrechung eines Kontinuums, die sich in der Präsentation des Exponats wiederholt: umfangreiche Rahmung und die schützende Glasscheibe versiegeln die Bildoberfläche, schalten zwischen Betrachter und Bild einen Wahrnehmungsfilter.
Der Raum in Bacons Werken ist polyperspektivisch definiert. Parallellinien, die sich glaskastenförmig um die Figur legen, unterteilen das Bild in perspektivische Felder. Ein eindeutiger Blickwinkel, ein exakter Fluchtpunkt wird aufgegeben. Es entstehen multiple Raumdefinitionen, die nebeneinander stehen und gegeneinander wirken. Raum ist keine Eigenschaft der Geometrie mehr, sondern eine Eigenschaft der Figur. Bacons Raum ist ein verschränktes Raumsystem, das miteinander in Konflikt steht und durch die Präsenz der Figur zusammengehalten wird. So wird es möglich, dass die dargestellte Raumstruktur unterschiedliche Interieurs suggeriert: innen und außen, Kammern und Säle, private Zimmer und öffentliche Bühnen, Weitläufigkeit, Enge und Begrenztheit. Bacons Räume bieten ganze Spektren: Offenheit und Abgrenzung, Aseptik und blutige Befleckung.

### Bewegung und Narration

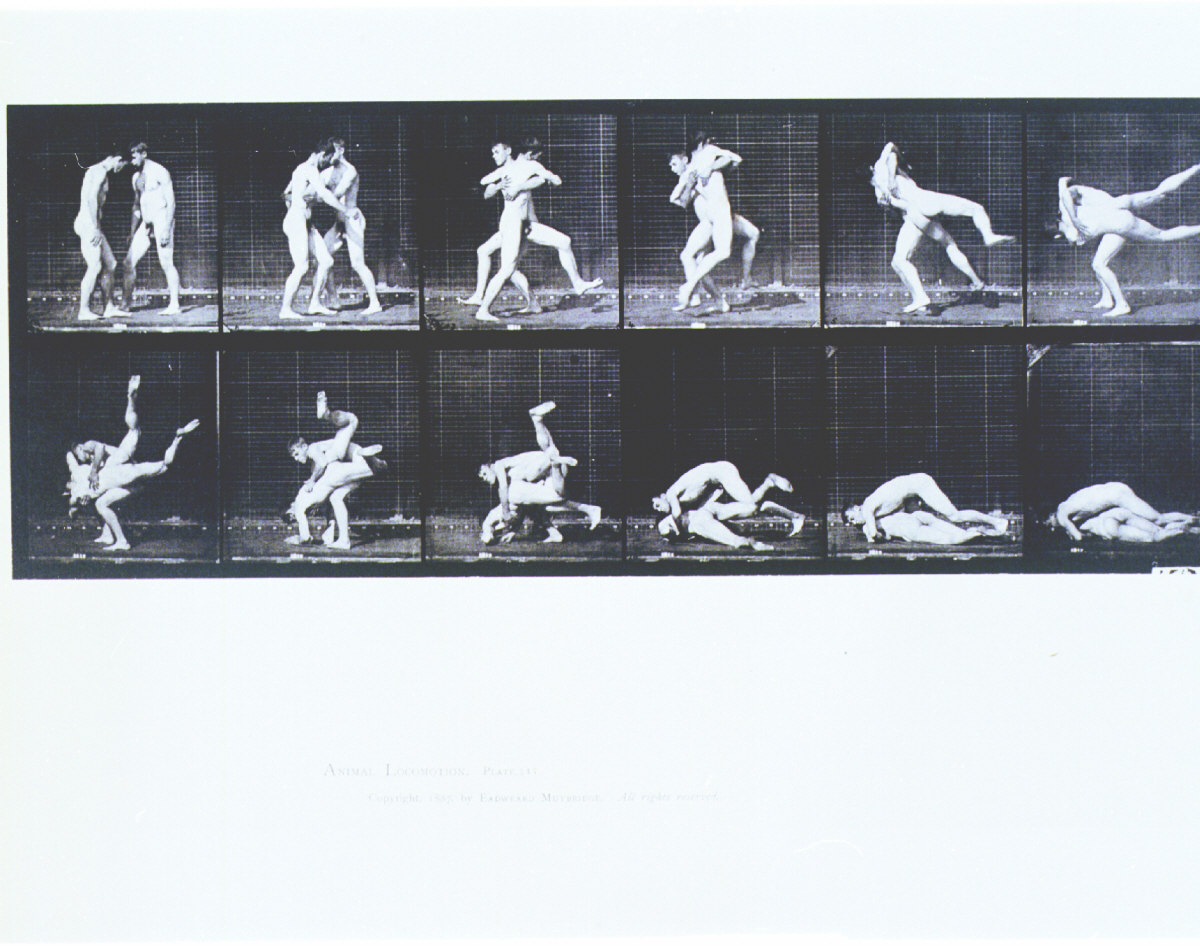
Plate 347, Bewegungsstudien zu Ringkämpfern von Eadweard Muybridge

Die Bilder Francis Bacons erzählen keine Geschichten. Sie sind vielmehr durch das Fehlen sinnvoller Verbindungsstücke charakterisiert. Zwar stehen seine Bildensembles in einer Beziehung zueinander, seine Triptychen in einem formalen Ordnungszusammenhang. Jedoch gibt es keine verbindliche narrative Logik zwischen den einzelnen Bildtafeln. Das Dargestellte soll sich nicht zu einer Erzählung verbinden lassen, soll kein dramaturgisches Geschehen abbilden. Einen Sinn gibt es nicht, weil die erzählerischen Elemente fehlen.
Die Kontinuität der Handlungsabfolge scheint unterbrochen. Bacon wiederholt diesen Aspekt seiner Kunst in der Figurendarstellung selbst. Die Figur bewegt sich, bleibt aber auf der Stelle. Ihre Bewegung ruht in sich selbst, erzeugt eine plastische Metamorphose, zieht eine Bewegungsspur. „Ich möchte, dass meine Bilder so aussehen, als sei ein menschliches Wesen durch sie hindurchgegangen, wie eine Schnecke, eine Spur von menschlicher Anwesenheit und die Erinnerung an vergangene Ereignisse zurücklassend, so wie die Schnecke ihren Schleim zurücklässt“, lautet eine Formulierung des Malers.
Kein anderes Motiv hat Bacons Arbeiten stärker inspiriert als die Bewegungsstudien von Eadweard Muybridge. Dessen Fotoreihen dokumentieren sequentielle Abläufe menschlicher und tierischer Körper. Ihre Bewegung vollzieht sich in einem zeitlichen Nacheinander und einem räumlichen Hintereinander. Ganz ähnlich hatten Marcel Duchamp (Akt, eine Treppe hinabsteigend, 1912) und Umberto Boccioni ihre futuristischen Bilder gestaltet, als raumzeitliche Abfolgen, als ein Nebeneinander zusammenhängender Körperstellungen. Bacon hingegen verzichtet auf die Darstellung der Bewegung im Raum. Bei ihm sind die Bewegungsphasen übereinander geblendet, so als schnitt man die Figuren Muybridges aus und projizierte sie übereinander. Die Schnitte im Bewegungsablauf erfährt der Betrachter als Schnitte des Körpers. So entsteht eine Identität von Bewegung und Verletzung. Das, was der Betrachter als körperliche Verformung wahrnimmt, sind fehlende Verbindungsglieder der Bewegungssequenz.

### Religion ohne Transzendenz
Das Gemälde 1946 zeigt eine abgründige, dunkle Figur, eingepasst zwischen Stahlrohren und einem aufgespannten Regenschirm. Ein aufgehängter, geschlachteter Ochse, der an Rembrandt van Rijns Ochsen erinnert (Der geschlachtete Ochse, 1655), kündet von der Kreuzigungsszene. Religiöse Motive finden sich häufig in Bacons Werk. So gestaltet er zwischen 1950 (Study after Velazquez I, amer. Privatbesitz) und 1965 zahlreiche Variationen zu Papst Innozenz X. nach Diego Velázquez. Insgesamt variiert er das Thema 45-mal. Dem Sakralen ordnet Bacon das Irdische zu, der Papst ist ein schreiender Papst, Ausdruck alltäglichen Leidens an der Welt.
Francis Bacon entlehnt diese elementare menschliche Äußerung, den aufgerissenen Mund, aus ihm vertrauten Abbildern. Der Maler ist vom Gesichtsausdruck der Mutter in Nicolas Poussins Gemälde Der Bethlehemitische Kindermord (1628) beeindruckt; gleichermaßen vom Zerrbild der Kindermädchenmimik auf der Potemkinischen Treppe von Odessa in Sergej Eisensteins Filmklassiker Panzerkreuzer Potemkin. Übertragen auf die Papstbilder, durchbricht der Schrei die liturgische Ordnung und unterminiert das kirchliche Weltbild. Der Schrei als Metapher des Schmerzes zeugt von Verlangen nach Erlösung und der Verzweiflung ihres Ausbleibens.
In den 1960er Jahren wählt Bacon vermehrt das Triptychon als Darstellungsform. Bacon selbst behauptet, das Breitwandkino mit seinem Cinemascope-Format habe ihn zu dieser Idee verführt. Tatsächlich jedoch ist die Dreiteiligkeit der Bildtafeln von tieferer Bedeutung. So erinnert sie in ihrer Symmetrie an das Format des Altarbildes mit seinen aufklappbaren Seitenflügeln. Assoziationen an die Dreifaltigkeit werden ebenso geweckt wie an die drei Kreuze der Kreuzigungsdarstellungen Christus’. Das Triptychon bietet Bacon die Möglichkeit, seinen Bildern eine religiöse Thematik einzuschreiben, ohne diese darlegen zu müssen.
Mit den Werken Drei Studien zu Figuren am Fuße einer Kreuzigung (1944), Drei Studien für eine Kreuzigung (1962) oder Kreuzigung (1965) thematisiert er den Passionsgedanken jedoch unmittelbarer. Die Allegorie des Todes findet in der Marter des Körpers ihren Ausgang. Das Schlachthaus ist für Bacon das moderne Passionsgelände, das geschlachtete Fleisch Sinnbild existentieller Erfahrung. In einem Interview mit David Sylvester äußert sich Bacon wörtlich: „Wenn man in eines dieser großen Lagerhäuser geht, und diese riesigen Hallen des Todes durchschreitet, kann man das Fleisch und die Fische und die Vögel und vieles andere sehen, das da tot daliegt. Und selbstverständlich wird man als Maler ständig daran erinnert, dass die Farbe von Fleisch tatsächlich sehr, sehr schön ist. […] Nun, wir sind ja schließlich selbst Fleisch, potentielle Kadaver.“ Der Tierkadaver ist für Bacon das Bild eigener Sterblichkeit, über ihn findet er den direkten Weg zur Kreuzigung. „Ich war schon immer sehr berührt von Bildern, die mit Schlachthäusern und Fleisch zu tun haben. Für mich gehören sie sehr stark zu dem ganzen Thema der Kreuzigung“, sagt der Maler 1962. Bacon selbst hat die Kreuzigung als eine Art Gerüst beschrieben, „an dem man alle denkbaren Gefühle und Eindrücke aufhängen kann“.
Francis Bacons Gemälde rezitieren den körperlichen Schmerz, führen Mensch und Vieh auf die Elementarebene des Seins zurück und machen sie zur Kreatur, zum anonymen Geschöpf. Der offene Körper, das blutende Opfer und die Gewalt des Fleisches werfen alle mystischen Implikationen ab und stehen für ein Leiden ohne Sinn.

### Der Schrei als Motiv

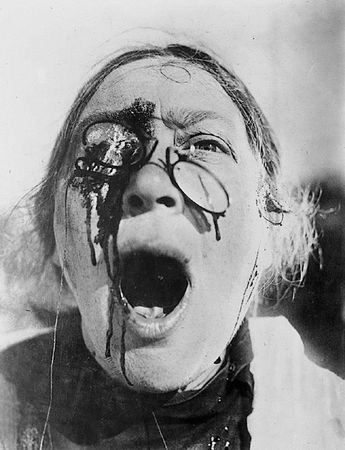
Eisenstein Potemkin

So verwundert es kaum, dass in den knapp 130 Bildern, die das Werkverzeichnis von Bacons Anfängen bis zu Study for the Nurse from the Battleship Potemkin von 1957 verzeichnet, etwa ein Viertel der Gestalten mit geöffnetem Mund dargestellt sind. Das allein zeigt, welche Bedeutung Bacon dem Schrei beigemessen hat. Eine vermehrte und intensive Auseinandersetzung mit diesem Thema zeigt 1944 sein erstes Triptychon Three Studies at the Base of a Crucifixion und schließt mit dem Werk Study for the Nurse from the Battleship Potemkin. Im Hinblick auf sein gesamtes Werk kann man feststellen, dass der Schrei in mehr oder weniger starker Form immer wieder präsent ist, so taucht das Motiv des geöffneten Mundes erstmals in seinem Werk Figures in a Garden von 1936 auf. Die auffällig obsessive Beschäftigung mit diesem Thema lässt sich jedoch in den 1950er Jahren verorten, so ist der offene Mund das auffälligste Merkmal der Serien von Köpfen und Kopfpartien, die Bacon zwischen 1948 und 1952 gemalt hat.
Wenn man seine Werke betrachtet, in denen der Schrei beziehungsweise der weit aufgerissene Mund eine zentrale Rolle spielt, dann nehmen die Papstdarstellungen, auch wegen ihrer großen Anzahl einen besonderen Rang ein, so zählt beispielsweise Study after Velázquez’s Portrait of Pope Innocent X zu einem seiner bedeutendsten Werke, uns begegnet das Motiv des geöffneten Mundes aber auch in anderem Kontext. Bacon schöpfte für das Motiv des Schreis aus zahlreichen und unterschiedlichen Quellen (Text und Bildfragmente), dies ist vor allem auch deshalb sehr wichtig, da dieses „ästhetische Verfahren“ charakteristisch für das Arbeiten Bacons ist. Neben Nicolas Poussins Gemälde Der Bethlehemitische Kindermord (1628) und dem Standfoto der ins Auge geschossenen, tödlich verletzten Kinderfrau aus Sergej Eisensteins Film Panzerkreuzer Potemkin gibt es eine dritte wichtige Bildquelle, die ihn tief prägte und ihm immer wieder als Inspirationsquelle und Bildauslöser diente. Sie ist aus eher malerisch-formalen Gründen für ihn wichtig. Es handelt sich dabei um eine Reihe von medizinischen Fotos, die er Büchern und Magazinen entnahm und die in Großaufnahmen verzerrte Münder, Zähne oder auch allerhand Mundkrankheiten zeigen. Zuletzt sei eine vierte Quelle genannt, Georges Batailles Artikel Bouche in der Zeitschrift Documents (1930). Bataille diskutiert in ihm die Tatsache, dass durch den Mund die bedeutendsten Erfahrungen von Vergnügen und Schmerzen des Menschen ausgedrückt werden und dadurch die Ähnlichkeit von Mensch und Tier enthüllt wird. Bacon besaß die Zeitschrift, was darauf hinweist, dass ihm die Theorien Batailles nicht nur bekannt waren, sondern von ihm auch adaptiert wurden. Diese Verbindung lässt sich beispielsweise in Bacons Werken Head I (1948) und Head II (1949) feststellen, in denen ein Geschöpf, teils Mensch, teils Tier, seinen kreatürlichen Schrei abgibt.
Der Schrei wurde zu Bacons Urbild, zu einem Beispiel für Mehrdeutigkeit, der ohne die geringste Differenzierung Wut, Schmerz, Angst und Lust vermittelt.

## Rekonstruktion von Bacons Atelier

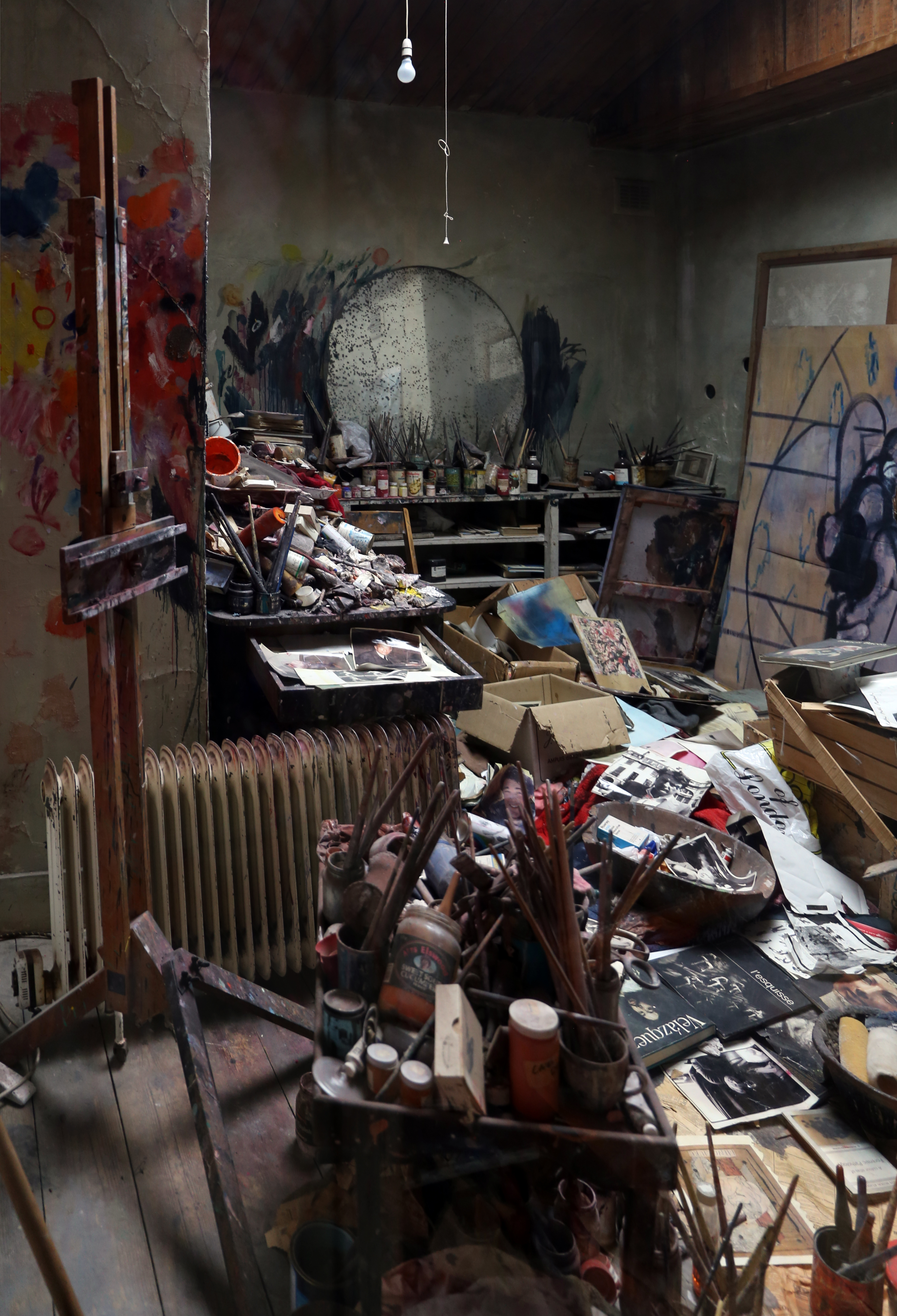
Francis Bacons Studio an der „City Gallery The Hugh Lane“, in Dublin, Irland.

1998 wurde Bacons Atelier in der Reece Mews Nr. 7, South Kensington, London, abgebaut, nach Dublin transportiert und in der Dublin City Gallery The Hugh Lane wieder aufgebaut. Ein Team von Restauratoren, Archäologen und Kuratoren wurde mit der Katalogisierung des Inventars und der originalgetreuen Rekonstruktion beauftragt. Vor dem Transport wurden in einer speziell entwickelten Datenbank mehr als 7000 Einzelstücke katalogisiert: Bacons Arbeitsmaterial, Bücher, Fotografien, Korrespondenz u. a.

## Bacon auf dem Kunstmarkt
Bei einer Auktion in New York wechselte am 14. Mai 2008 Bacons Werk Triptych, 1976 für 86,3 Millionen US-Dollar (55,7 Millionen Euro) den Besitzer zu Roman Arkadjewitsch Abramowitsch. Zu dem Zeitpunkt war noch nie so viel für ein Bild der Nachkriegszeit gezahlt worden. Es lag im März 2022 auf Rang 24 der teuersten Gemälde der Welt.
Im Juli 2011 wurde Studies for a portrait für 20 Millionen Euro und Crouching Nude (1961) für 9,3 Millionen Euro verkauft.
Am 12. November 2013 wurde Three Studies of Lucian Freud (Triptychon) aus dem Jahr 1969 bei Christie’s in New York für 142,4 Millionen US-Dollar versteigert (Höchstgebot 127.000.000 US-Dollar zuzüglich Kommission). Das Werk war damit das zu diesem Zeitpunkt am teuersten verkaufte Gemälde.

## Filme
- Pierre Koralnik: Francis Bacon, peintre anglais (TV-Dokumentarfilm, sw, 26 Min, TSR, Schweiz 1964)
- Michael Blackwood: Francis Bacon and the Brutality of Fact (TV-Dokumentarfilm, 58 Min, USA 1985)[25]
- Alain Jaubert: Les figures de l’excès (30 min. Dokumentation zu Bacon's Three Figures in a Room in der Reihe Palletes, La Sept Arte, FR 1996)[26]
- John Maybury: Love Is the Devil (Study for a Portrait of Francis Bacon) (Spielfilm, UK 1998)[27]
- Adam Low: Bacon’s Arena (TV-Dokumentarfilm, BBC Arena, 95 Min, UK 2005)[28][29]
- Richard Curson Smith: A Brush with Violence (TV-Dokumentarfilm, 80 Min, UK 2016)[30]